# Joel Camargo
Joel Camargo (Santos, 18 de setembro de 1946 – Santos, 23 de maio de 2014) foi um futebolista brasileiro.
Tinha o apelido de "Açucareiro" por causa do hábito de abrir os braços ao correr em campo.
Considerado um dos melhores defensores do histórico do Santos na Era Pelé, conquistou 14 títulos pelo clube.

## Carreira
Filho de Lourdes Camargo e Antônio Camargo, começou jogando no XV de Novembro, um time amador do bairro do Marapé, em sua terra natal. Arnaldo de Oliveira, o Papa, técnico da Portuguesa Santista, foi quem levou o garoto Joel aos 13 anos para treinar em Ulrico Mursa.
Transferiu-se ao clube mais famoso da cidade muito jovem, ainda aos 17 anos. A partida de estreia do zagueiro se deu no dia 1º de setembro de 1963, em Araraquara, diante da Ferroviária. Ele tinha 16 anos, 11 meses e 14 dias e, por isso, está entre os 20 jogadores mais jovens a atuar pela equipe principal santista.
Gastou o dinheiro da premiação pelo Tri Mundial na compra de um Opala vermelho. No dia 22 de novembro de 1970, sofreu um grave acidente automobilístico e ficou seis meses internado em um hospital, após quebrar o nariz, a clavícula e a perna direita. As duas mulheres que o acompanhavam faleceram e ele foi condenado a um ano e oito meses de prisão por homicídio culposo, que cumpriu em liberdade. O contrato com o Santos, porém, foi rescindido.
Sua última apresentação com a camisa do time da Vila Belmiro foi no dia 21 de novembro de 70, no Campeonato Brasileiro, no empate sem gols diante do América do Rio de Janeiro, no estádio do Parque Antártica em São Paulo. Pelo Peixe no período de 1963 a 1970 jogou 304 partidas e marcou cinco gols.
Depois disso, atuou somente dois jogos pelo PSG, sendo o primeiro jogador brasileiro a atuar pelo time, entre o final de 1971 e fevereiro de 1972. Sua primeira partida, diante do Bordeaux, foi um choque de realidade. Jogou ao lado de um líbero amador, que, aos 15 minutos do segundo tempo, marcou um gol contra.
Atuou ainda pelo CRB, onde foi dispensado em setembro de 1973, e no Saad EC, de São Caetano do Sul, sem muito brilho e encerrou a carreira com apenas 29 anos.
Começou a beber e gastou todo o dinheiro que havia juntado, tendo de vender duas casas lotéricas e até a medalha de campeão do mundo. Passou a trabalhar no Porto de Santos, como estivador, até se aposentar aos 55 anos.
Viveu uma vida simples e lutou contra o alcoolismo e a diabetes, que o obrigou a amputar um dedo do pé. Foi um dos primeiros jogadores a lutar contra o racismo no Brasil.
Deu aulas de futebol nas prefeituras de Santos e de São Paulo.

## Seleção Brasileira
O técnico da Seleção Brasileira João Saldanha considerava Joel Camargo o melhor quarto-zagueiro do mundo e reprovava publicamente o técnico do Santos, Antoninho Fernandes, que escalava Djalma Dias na zaga santista como titular, e não Joel. Nas Eliminatórias da Copa de 1970, a defesa do Selecionado era formada por jogadores santistas: Carlos Alberto Torres, Djalma Dias, Joel Camargo e Rildo. No entanto, quando o técnico Zagallo assumiu o comando da Seleção em substituição a João Saldanha, o “Velho lobo” decidiu escalar Wilson Piazza na quarta-zaga, no lugar de Joel na Copa do Mundo no México, sendo reserva daquele time campeão.
Pela Seleção, atuou em 27 partidas entre 1964 e 1970, além de 10 jogos não-oficiais.

## Títulos
Santos
- Campeonato Paulista: 1964, 1965, 1967, 1968 e 1969
- Torneio Rio-São Paulo: 1966[10]
- Campeonato Brasileiro: 1964, 1965 e 1968
- Supercopa Sul-Americana dos Campeões Intercontinentais de 1968
- Recopa dos Campeões Intercontinentais de 1968

Seleção Brasileira
- Copa do Mundo FIFA: 1970

## Homenagem do Santos
Joel Camargo foi homenageado pelo Santos no dia 11 de novembro de 2006, antes da partida do Campeonato Brasileiro entre Santos e Paraná Clube, por ser mais um jogador do clube que conquistou a Copa do Mundo de 1970. 

## Morte
Joel morreu em 23 de maio de 2014, com 67 anos, de insuficiência renal provocada pelo diabetes.